# Topomyia lehcharlesi
Espèce
Topomiya lehcharlesi est une espèce de moustique qui a été découverte dans les hauts plateaux dans le nord du Sarawak en 2007. L'épithète spécifique rend hommage à Charles Leh, conservateur et zoologiste.